# Николаевка (Есильский район)
Николаевка (каз. Николаевка) — село в Есильском районе Северо-Казахстанской области Казахстана. Административный центр Николаевского сельского округа.

## География
Находится на левом берегу реки Ишим, примерно в 42 км к западу-юго-западу (WSW) от села Явленка, административного центра района, на высоте 115 метров над уровнем моря. Код КАТО — 594251100.
В 14 км к юго-востоку находится озеро Жалтырколь.

## История
Село Николаевское основано в 1894 г. на участке Кубыш. В 1901 г. выстроена церковь. В 1908 г. открыта школа.
В окрестностях села находятся памятники археологии раннего железного века и эпохи бронзы: курганы «Каурколь», «Карабулак», «Николаевка I», «Николаевка II», «Николаевка III», могильники «Жанабай», «Карабулак».

## Население
В 1999 году численность населения села составляла 2076 человек (1016 мужчин и 1060 женщин). По данным переписи 2009 года, в селе проживало 1603 человека (792 мужчины и 811 женщин).

## Известные жители
- В селе Николаевка 17 июня 1929 родился Герой Социалистического Труда (1976) Белоглазов, Леонид Яковлевич (1929—2006). В родном селе трудился прицепщиком в колхозе «Красное знамя», с марта 1949 года — тракторист в Николаевской машинно-тракторной станции (МТС).
- В селе Николаевка родился Зайберт, Виктор Фёдорович (1947) — доктор исторических наук, профессор археологии (ВАК РК), член-корреспондент АСН РК, исследователь Ботайской культуры.
- В селе Николаевка родился Тасбулатов, Абай Болюкпаевич (1951) — представитель высшего командования Вооружённых сил Республики Казахстан, генерал-лейтенант.